# Idiops gunningi
Espèce
Idiops gunningi est une espèce d'araignées mygalomorphes de la famille des Idiopidae.

## Distribution
Cette espèce est endémique d'Afrique du Sud. Elle se rencontre au Gauteng et au Limpopo.

## Liste des sous-espèces
Selon World Spider Catalog (version 14.0, 2013) :
- Idiops  gunningi gunningi (Hewitt, 1913 du Gauteng)
- Idiops gunningi elongatus (Hewitt, 1915 du Limpopo)

## Publications originales
- Hewitt, 1913 : Descriptions of new and little known species of trapdoor spiders (Ctenizidae and Migidae) from South Africa. Records of the Albany Museum, vol. 2, p. 404-434.
- Hewitt, 1915 : Descriptions of several new or rare species of Araneae from the Transvaal and neighbourhood. Annals of the Transvaal Museum, vol. 5, no 1, p. 89-100 (texte intégral).